# Monte Tuttavista
Il monte Tuttavista è un massiccio calcareo situato nel territorio di Galtellì, nella Sardegna centro-orientale. La montagna, che raggiunge un'altezza di 806 metri, si erge isolata sulla valle del Cedrino e domina un vasto tratto di territorio che va dal monte Senes di Irgoli sino ai monti di Dorgali.
La copertura vegetale è costituita da una associazione mista di latifoglie e conifere con prevalenza di sughera, leccio, corbezzolo, fillirea, lentisco, mirto, olivastro e presenza di pino d’Aleppo e pino domestico di origine artificiale. 

Per il notevole pregio di carattere ambientale, gran parte della montagna è inglobata in un cantiere forestale gestito dall'Ente foreste della Sardegna.